# Chiller (videogioco 1986)
Chiller è un videogioco edito dalla casa produttrice Exidy nel 1986, di genere sparatutto con pistola ottica. Il cabinato era uno dei tanti che funzionavano con la light gun della Exidy e fece particolarmente scalpore per la violenza e la brutalità contenute.
Negli Stati Uniti non fu molto popolare, poiché molti proprietari delle sale giochi si rifiutarono di acquistarlo; tuttavia, ebbe un buon successo tra i paesi del Terzo mondo.

## Modalità di gioco
Il gioco contiene 4 livelli di ambientazione splatter-horror, in cui bisogna sparare a qualsiasi possibile obiettivo sullo schermo. Il giocatore passa al livello successivo colpendo un certo numero di obiettivi prima dello scadere del tempo, che scorre più velocemente a seconda degli spari a vuoto. Centrando particolari obiettivi indicati prima dei livelli, è possibile accedere a un livello bonus.

## Violenza
A colpire maggiormente in Chiller è la violenza a tratti gratuita: il giocatore infatti deve sparare a bersagli umani inermi in camere di tortura, prolungando in alcuni casi le sofferenze delle vittime, ad esempio azionando macchine schiaccia-testa o che mandano i malcapitati in un fiume pieno di coccodrilli. Inoltre in ognuno dei 4 livelli si vedono parti del corpo mozzate e laghi di sangue. È quantomeno sorprendente che un videogioco così truculento sia riuscito a passare in qualche modo la censura dell'epoca.

## Conversioni
Nel 1986 Chiller fu convertito per il NES di Nintendo; nonostante tecnicamente la conversione rispecchiasse in pieno la versione originale (forte dell'uso della NesZapper, la light-gun del NES), vennero eliminati tutti i cadaveri e le persone, sostituiti da mostri e fantasmi, nonché il fiume pieno di coccodrilli.